# Дженифър Уингет
Дженифър Уингет (на английски: Jennifer Winget) е индийска актриса, която се появява предимно в хинди телевизия.

## Биография
Родена е на 30 май 1985 г.  в Бомбай (днешен Мумбай ), Индия. Тя е дъщеря на Прабха –  пенджабска индуистка – и Хемант Уингет – християнин от Махаращрия – и често е бъркана с човек от неиндийски произход поради западното си малко име.
Започва кариерата си като детска актриса с филма от 1995 г. „Акеле Хум Акеле Тум“ и дебютира по телевизията през 2002 г. с „Шака Лака Бум Бум“. По-късно получава признание за ролята си на Снеха Баджадж в „Касаутии Зиндагии Кей“ и д-р Ридхима Гупта в „Дил Мил Гайе“.
Уингет се утвърждава като водеща актриса с ролята си на Кумуд Сундари Десай в „Сарасватичандра“, Мая Мехротра в „Бейхад“ и Зоя Сидики в „Бепанна“.
За „Сарасватичандра“ и „Бейхад“ печели наградата на журито ITA за най-добра актриса. Уингет разширява дейността си в уеб индустрията с „Код М“, за който получава номинация за наградата Filmfare OTT.